# Ciemność

Kolor czarny reprezentujący ciemność

Ciemność – w potocznym rozumieniu jest to brak dostępu światła widzialnego.

## Nauka
Przy zdefiniowaniu światła, jako obejmującego pełne spektrum promieniowania elektromagnetycznego, ciemność rozumie się jako obszar, w którym nie  występuje promieniowanie elektromagnetyczne. Tak określonej ciemności nie można utworzyć, gdyż wszystkie ciała wypromieniowują ciepło w postaci promieniowania podczerwonego. Doskonała (absolutna) ciemność jest teoretycznie możliwa w temperaturze zera bezwzględnego, co wynika wprost z prawa Stefana-Boltzmanna.

## Mitologia
W zachodniej tradycji ciemność łączona z czarną barwą jest utożsamiana ze złem, piekłem, zaświatami.

## Historia
- okres 1200-800 r. p.n.e. w starożytnej Grecji nazywany jest Wiekami Ciemnymi
- w czasach nowożytnych początek średniowiecza nazwano wiekami ciemnymi